# La trampa
 La trampa  (en italià Il bidone) és una pel·lícula italiana dirigida per Federico Fellini el 1955. Ha estat doblada al català.

## Argument
Tres estafadors tenen una afició favorita: disfressar-se d'homes d'església per enganyar les seves víctimes. El més gran és atrapat pel seu passat familiar mentre es comença a cansar del seu estil de vida. L'hora de l'última estafa s'acosta.

## Producció
Una part de la pel·lícula fou rodada a Marino, als Castelli Romani, durant la sagra dell'uva. La pel·lícula devia tenir com a protagonista Humphrey Bogart però, quan el van convocar els productors, l'actor era ja malalt de càncer (va morir dos anys després, el 1957) i Fellini va triar Broderick Crawford, guanyador d'un premi Oscar el 1949.

## Crítica
- Guio Aristarco en Cinema Nuovo del 25 setembre 1955: «El crepuscolarisme de Fellini, els motius sempre iguals de la seva metafísica i del seu simbolisme, la seva participació episòdica a la realitat, fragmentaria, solament en part nodrida d'elements i actituds reals, denuncien encara més, aquesta vegada, la manca de sinceritat esmentada. La pel·lícula apareix gairebé prefabricada: s'hi retroben els mateixos components, també formals, de les precedents obres, anàlogues seqüències, el plorar del nen o el cavall de la Strada, aquell vagabondeig nocturn, la festa. Picasso parla i fa com Matto, i Iris la seva dona té els moviments i el to de Gelsomina».

## Repartiment
- Broderick Crawford: Auguste
- Richard Basehart: Raoul Picasso
- Franco Fabrizi: Roberto
- Giulietta Masina: Iris
- Xenia Valderi: Luciana
- Alberto de Amisis: Rinaldo
- Lorella de Luca: Martine filla d'Auguste
- Sue Ellen Blake
- Giacomo Gabrielli: El baró Charlie Vargas

## Premis i nominacions

### Nominacions
- 1955. Lleó d'Or